# Leichtathletik-Europameisterschaften 1966/100 m der Männer

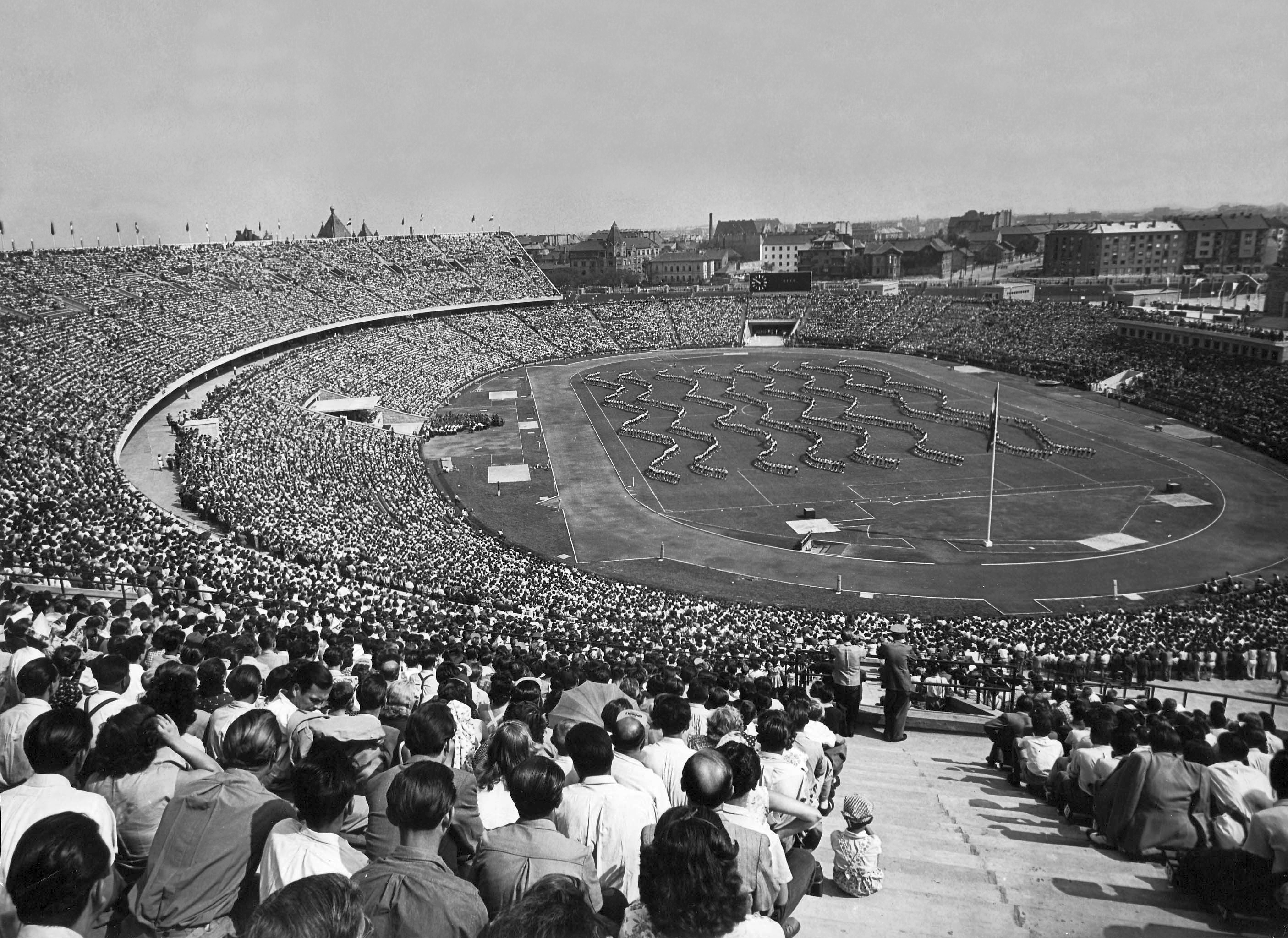
Das Népstadion bei einer Veranstaltung im Jahr 1953

Der 100-Meter-Lauf der Männer bei den Leichtathletik-Europameisterschaften 1966 wurde am 30. und 31. August 1966 im Budapester Népstadion ausgetragen.
In diesem Wettbewerb gab es mit Silber und Bronze zwei Medaillen für die Sprinter aus Frankreich. Europameister wurde der Pole Wiesław Maniak. Er gewann vor Roger Bambuck. Bronze ging an den Titelverteidiger Claude Piquemal.

## Bestehende Rekorde
| Weltrekord           | 10,0 s | Armin Hary      | Zürich, Schweiz         | 21. Juni 1960      |
| Weltrekord           | 10,0 s | Harry Jerome    | Saskatoon, Kanada       | 15. Juli 1960      |
| Weltrekord           | 10,0 s | Horacio Esteves | Caracas, Venezuela      | 15. August 1964    |
| Weltrekord           | 10,0 s | Bob Hayes       | OS Tokio, Japan         | 15. Oktober 1964   |
| Europarekord         | 10,0 s | Armin Hary      | Zürich, Schweiz         | 21. Juni 1960      |
| Meisterschaftsrekord | 10,3 s | Marian Foik     | EM Belgrad, Jugoslawien | 12. September 1962 |
| Meisterschaftsrekord | 10,3 s | Peter Gamper    | EM Belgrad, Jugoslawien | 12. September 1962 |
| Meisterschaftsrekord | 10,3 s | Alfred Hebauf   | EM Belgrad, Jugoslawien | 12. September 1962 |

Anmerkung:

Die bisher bei Europameisterschaften schnellste elektronisch gestoppte Zeit – die Siegerzeit des Europameisters von 1958 Armin Hary im Finale am 20. August 1958 mit 10,35 s – ist als Meisterschaftsrekord inoffiziell. Harys Zeit blieb bei den Europameisterschaften 1966 unerreicht.
Der bestehende offizielle EM-Rekord von 10,3 s wurde bei diesen Europameisterschaften nicht eingestellt und nicht verbessert. Die schnellste Zeit erzielte der spätere Vizeeuropameister Roger Bambuck aus Frankreich mit 10,4 s bei Windstille im dritten Vorlauf. Damit blieb er um eine Zehntelsekunde über diesem Rekord. Zum Welt- und Europarekord fehlten ihm vier Zehntelsekunden.

## Vorrunde
30. August 1966, 17.35 Uhr
Die Vorrunde wurde in sechs Läufen durchgeführt. Die ersten vier Athleten pro Lauf – hellblau unterlegt – qualifizierten sich für das Halbfinale.

### Vorlauf 1
Wind: −1,3 m/s
| Platz | Name             | Nation           | Zeit (s) |
| ----- | ---------------- | ---------------- | -------- |
| 1     | Wiesław Maniak   | Polen            | 10,7     |
| 2     | Ipolito Giani    | Italien          | 10,7     |
| 3     | Menzies Campbell | Großbritannien   | 10,7     |
| 4     | Harald Eggers    | DDR              | 10,7     |
| 5     | Juraj Demeč      | Tschechoslowakei | 10,8     |
| 6     | Huba Rozsnyai    | Ungarn           | 11,0     |
| DNS   | Zhivko Traykov   | Bulgarien        |          |

### Vorlauf 2
Wind: −0,1 m/s
| Platz | Name                | Nation           | Zeit (s)     |
| ----- | ------------------- | ---------------- | ------------ |
| 1     | Manfred Knickenberg | BR Deutschland   | 10,6         |
| 2     | Włodzimierz Anielak | Polen            | 10,8         |
| 3     | Jacques Vanhee      | Belgien          | 10,8         |
| 4     | Ronald Jones        | Großbritannien   | 10,8         |
| DSQ   | Herbert Bende       | Tschechoslowakei | 2 Fehlstarts |
| DNS   | Lewandowski         | Polen            |              |
| DNS   | Ole Bernt Skarstein | Schweden         |              |

### Vorlauf 3
Wind: ±0,0 m/s
| Platz | Name                | Nation           | Zeit (s) |
| ----- | ------------------- | ---------------- | -------- |
| 1     | Roger Bambuck       | Frankreich       | 10,4     |
| 2     | Heinz Erbstößer     | DDR              | 10,6     |
| 3     | Gert Metz           | BR Deutschland   | 10,6     |
| 4     | Gheorghe Zamfirescu | Rumänien         | 10,7     |
| 5     | Lajos Hajdú         | Ungarn           | 10,8     |
| 6     | Petr Utekal         | Tschechoslowakei | 10,9     |
| 7     | Joseph Cassaglia    | Gibraltar        | 12,4     |

### Vorlauf 4
Wind: ±0,0 m/s
| Platz | Name               | Nation         | Zeit (s) |
| ----- | ------------------ | -------------- | -------- |
| 1     | Barrie Kelly       | Großbritannien | 10,7     |
| 2     | Marc Berger        | Frankreich     | 10,7     |
| 3     | Hans-Jürgen Felsen | BR Deutschland | 10,8     |
| 4     | Edvīns Ozoliņš     | Sowjetunion    | 10,8     |
| 5     | József Istóczky    | Ungarn         | 10,8     |
| 6     | Tadeusz Jaworski   | Polen          | 10,9     |
| DNS   | Chipokolev         | Bulgarien      |          |

### Vorlauf 5

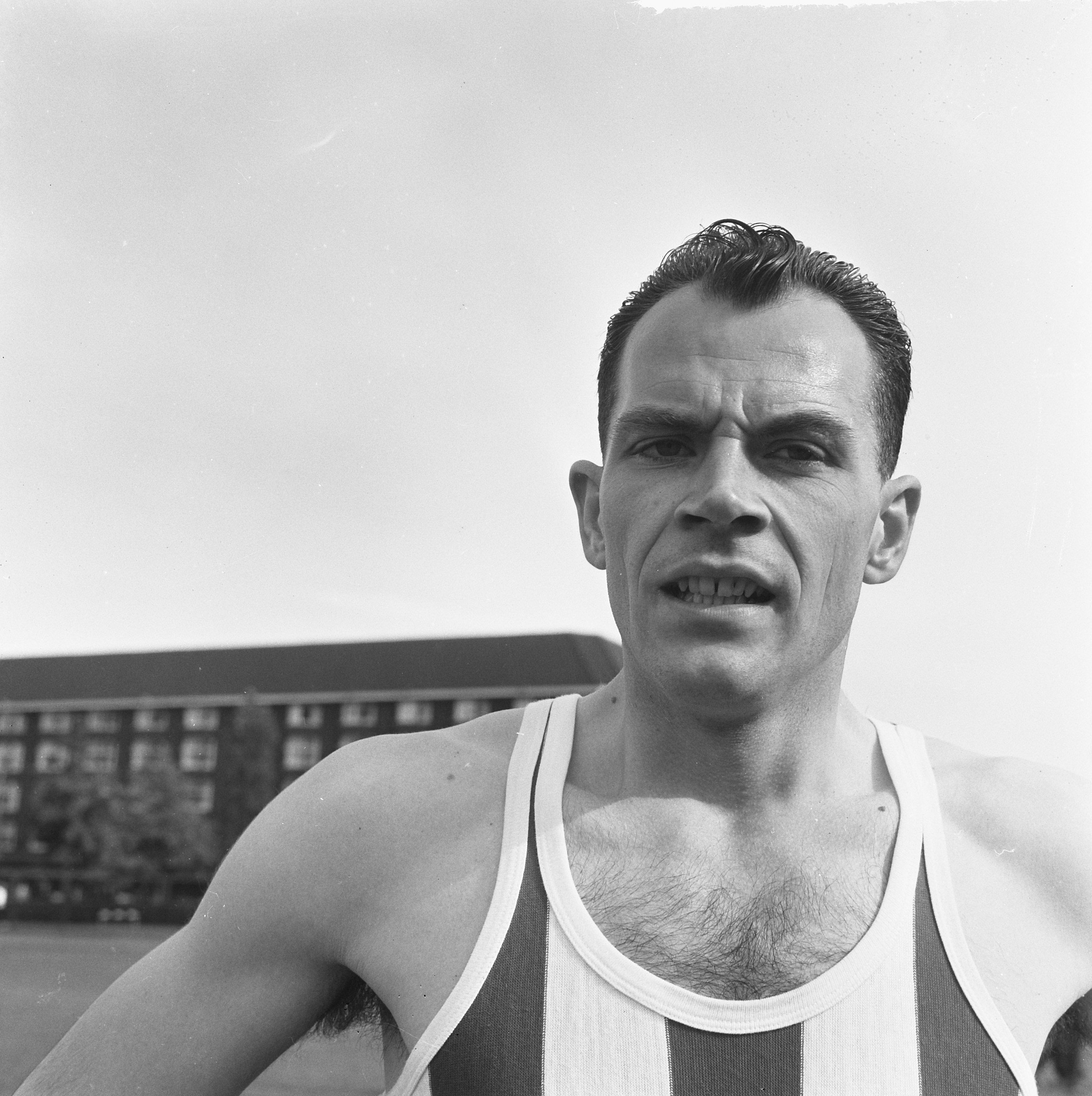
Mit seinen 10,8 s im sechsten Vorlauf verpasste Rob Heemskerk das Halbfinale um einen Rang

Wind: −0,1 m/s
| Platz | Name              | Nation      | Zeit (s) |
| ----- | ----------------- | ----------- | -------- |
| 1     | Claude Piquemal   | Frankreich  | 10,7     |
| 2     | Angelo Squazzero  | Italien     | 10,8     |
| 3     | Hans Hönger       | Schweiz     | 10,8     |
| 4     | Alexander Lebedew | Sowjetunion | 10,8     |
| 5     | José Luis Sánchez | Spanien     | 10,9     |
| 6     | Tomi Stefanllari  | Albanien    | 11,3     |

### Vorlauf 6
Wind: ±0,0 m/s
| Platz | Name                  | Nation       | Zeit (s) |
| ----- | --------------------- | ------------ | -------- |
| 1     | Pasquale Giannattasio | Italien      | 10,5     |
| 2     | Nikolai Iwanow        | Sowjetunion  | 10,6     |
| 3     | Panagiotis Nikolaidis | Griechenland | 10,7     |
| 4     | Max Barandun          | Schweiz      | 10,8     |
| 5     | Rob Heemskerk         | Niederlande  | 10,8     |
| 6     | Sonar Coşan           | Türkei       | 11,0     |

## Halbfinale
31. August 1966, 17.50 Uhr
In den drei Halbfinalläufen qualifizierten sich die jeweils ersten beiden Athleten – hellblau unterlegt – sowie die beiden zeitschnellsten Sprinter – hellblau unterlegt – für das Finale.

### Lauf 1

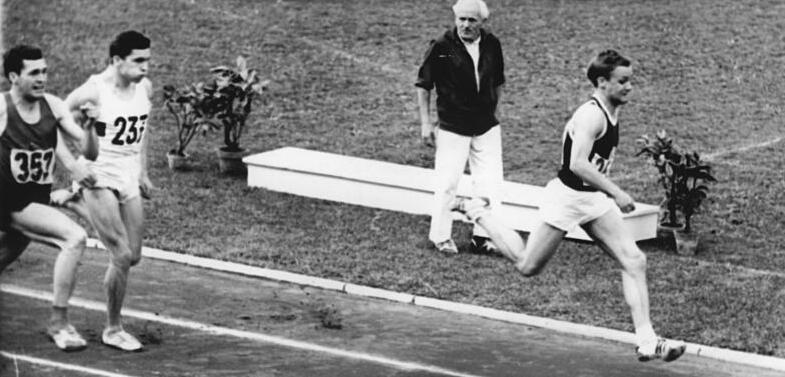
Heinz Erbstößer (ganz rechts) schied als Achter im ersten Halbfinallauf aus

Wind: +0,6 m/s
| Platz | Name                | Nation         | Zeit (s)                 | Zeit (s)                   |
| Platz | Name                | Nation         | offiziell (handgestoppt) | inoffiziell (elektronisch) |
| 1     | Roger Bambuck       | Frankreich     | 10,5                     | 10,62                      |
| 2     | Ipolito Giani       | Italien        | 10,6                     | 10,74                      |
| 3     | Barrie Kelly        | Großbritannien | 10,7                     | 10,81                      |
| 4     | Hans-Jürgen Felsen  | BR Deutschland | 10,8                     | 10,82                      |
| 5     | Gheorghe Zamfirescu | Rumänien       | 10,8                     | 10,86                      |
| 6     | Włodzimierz Anielak | Polen          | 10,8                     | 10,91                      |
| 7     | Edvīns Ozoliņš      | Sowjetunion    | 10,8                     | 10,94                      |
| 8     | Heinz Erbstößer     | DDR            | 10,8                     | 10,95                      |

### Lauf 2
Wind: −1,3 m/s
| Platz | Name                  | Nation         | Zeit (s)     |
| ----- | --------------------- | -------------- | ------------ |
| 1     | Pasquale Giannattasio | Italien        | 10,7         |
| 2     | Claude Piquemal       | Frankreich     | 10,7         |
| 3     | Gert Metz             | BR Deutschland | 10,8         |
| 4     | Alexander Lebedew     | Sowjetunion    | 10,9         |
| 5     | Ronald Jones          | Großbritannien | 10,9         |
| 6     | Panagiotis Nikolaidis | Griechenland   | 11,0         |
| 7     | Hans Hönger           | Schweiz        | 11,2         |
| DSQ   | Harald Eggers         | DDR            | 2 Fehlstarts |

### Lauf 3

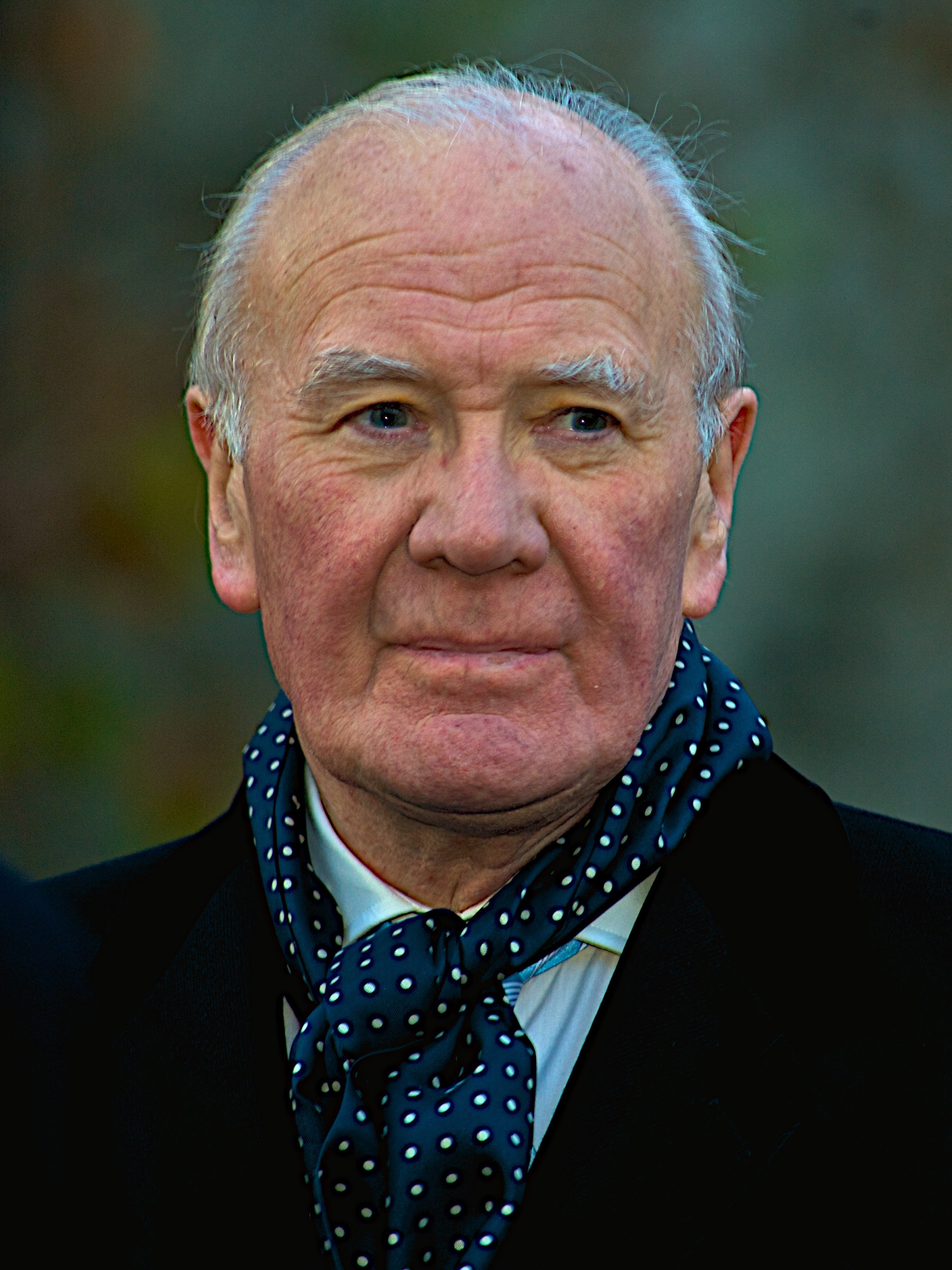
Menzies Campbell (hier als Politiker im Jahr 2008) mit Rang vier im dritten Halbfinale nicht im Finale

Wind: −0,6 m/s
| Platz | Name                | Nation         | Zeit (s) |
| ----- | ------------------- | -------------- | -------- |
| 1     | Manfred Knickenberg | BR Deutschland | 10,6     |
| 2     | Wiesław Maniak      | Polen          | 10,6     |
| 3     | Nikolai Iwanow      | Sowjetunion    | 10,7     |
| 4     | Menzies Campbell    | Großbritannien | 10,8     |
| 5     | Marc Berger         | Frankreich     | 10,8     |
| 6     | Jacques Vanhee      | Belgien        | 10,9     |
| 7     | Max Barandun        | Schweiz        | 11,0     |
| DNS   | Angelo Squazzero    | Italien        |          |

## Finale

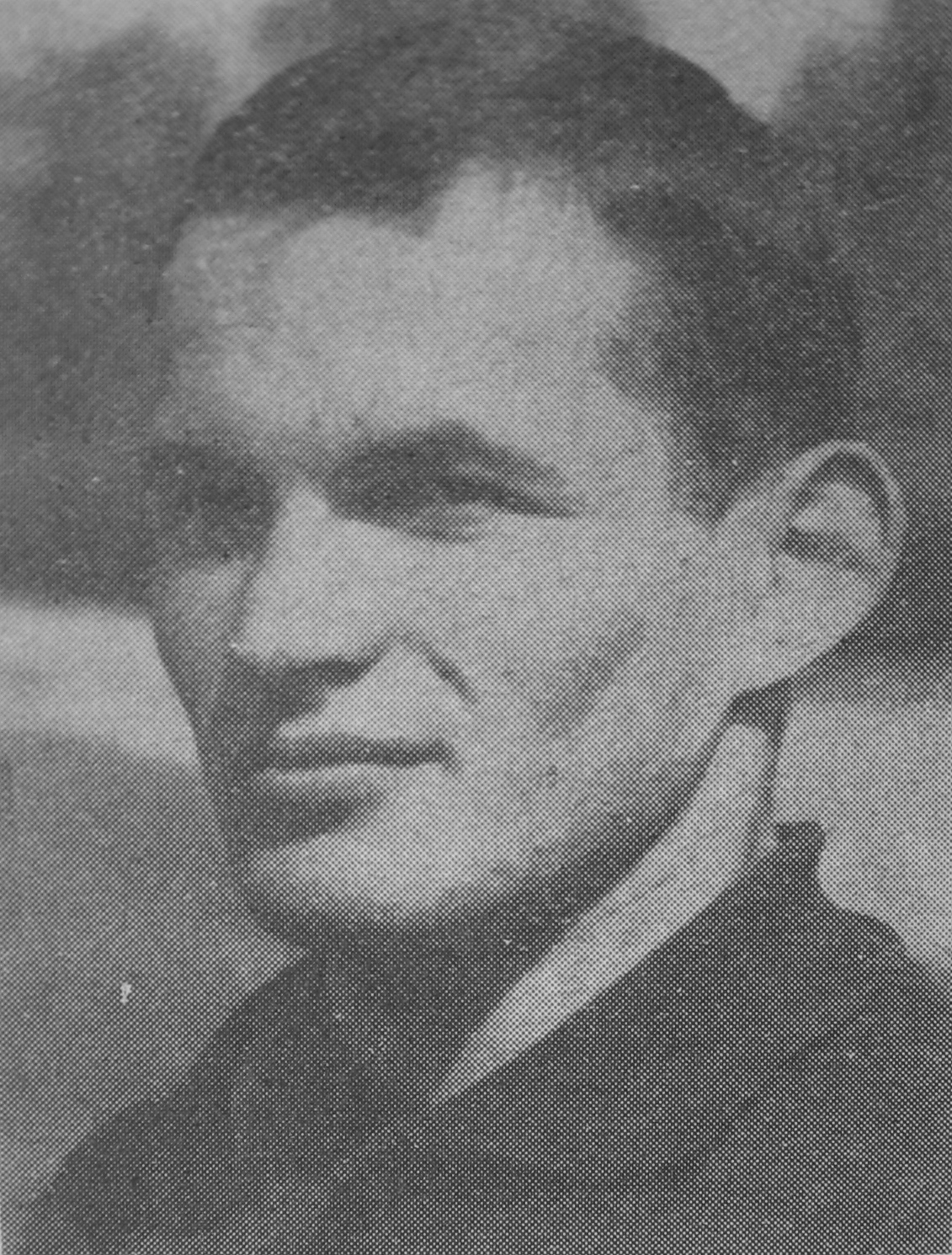
Europameister Wiesław Maniak
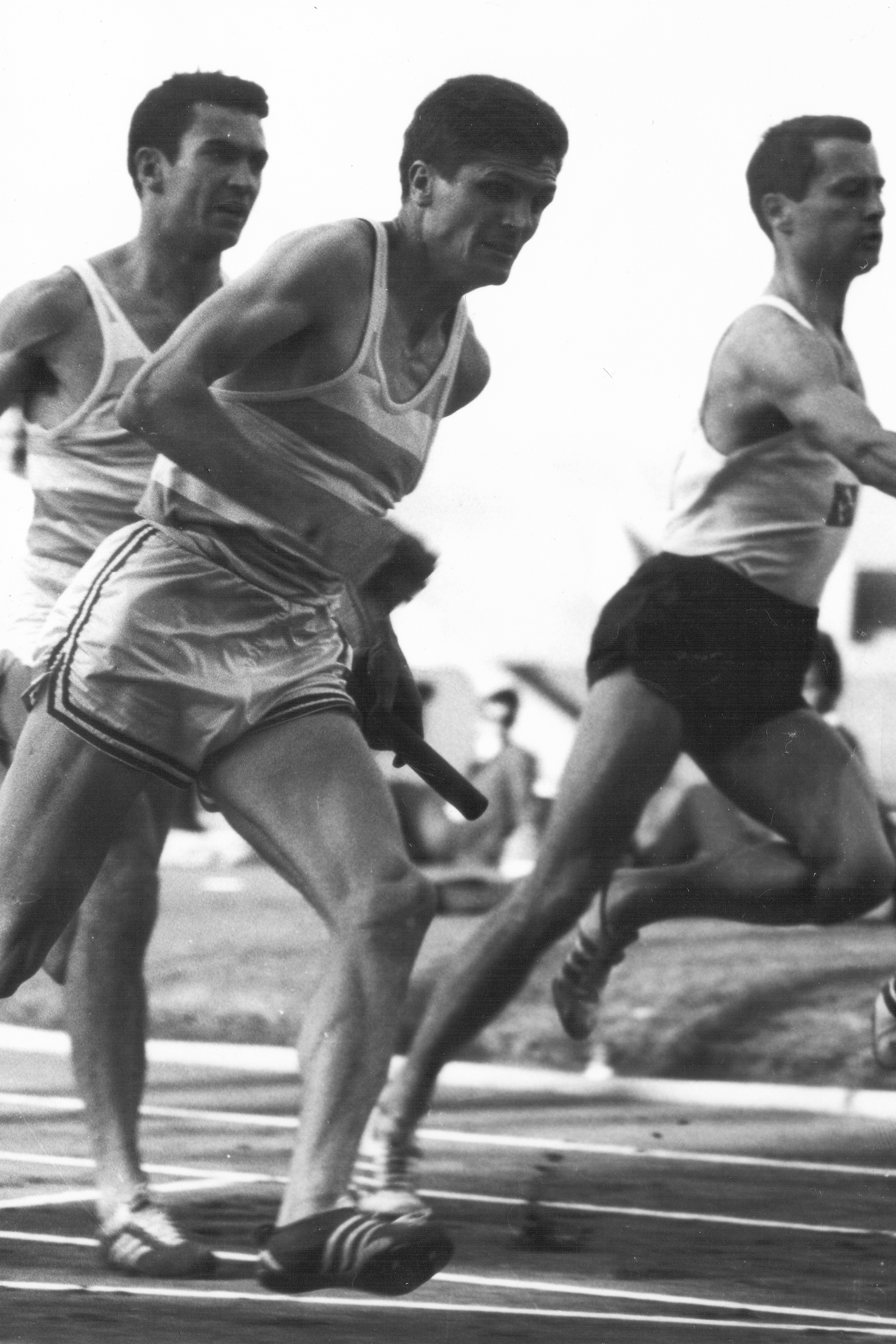
Titelverteidiger Claude Piquemal (links) gewann diesmal Bronze

31. August 1966, 19.05 Uhr
Wind: −0,6 m/s
| Platz | Name                  | Nation         | Zeit (s)                 | Zeit (s)                   |
| Platz | Name                  | Nation         | offiziell (handgestoppt) | inoffiziell (elektronisch) |
| 1     | Wiesław Maniak        | Polen          | 10,5                     | 10,60                      |
| 2     | Roger Bambuck         | Frankreich     | 10,5                     | 10,61                      |
| 3     | Claude Piquemal       | Frankreich     | 10,5                     | 10,62                      |
| 4     | Manfred Knickenberg   | BR Deutschland | 10,6                     | 10,62                      |
| 5     | Ipolito Giani         | Italien        | 10,6                     | 10,71                      |
| 6     | Barrie Kelly          | Großbritannien | 10,7                     | 10,76                      |
| 7     | Nikolai Iwanow        | Sowjetunion    | 10,7                     | 10,82                      |
| 8     | Pasquale Giannattasio | Italien        | 20,1                     | k. A.                      |

## Video
- European Athletics In Budapest (1966), Bereich: 3:04 min bis 4:01 min, youtube.com, abgerufen am 15. Juli 2022